# Katarzyna Wełna
Katarzyna Wełna (Stanisławice, 6 de marzo de 1994) es una deportista polaca que compitió en remo. Ganó una medalla de oro en el Campeonato Mundial de Remo de 2024 y una medalla de bronce en el Campeonato Europeo de Remo de 2013.

## Palmarés internacional
| Campeonato Mundial | Campeonato Mundial      | Campeonato Mundial | Campeonato Mundial     |
| Año                | Lugar                   | Medalla            | Prueba                 |
| ------------------ | ----------------------- | ------------------ | ---------------------- |
| 2024               | St. Catharines (Canadá) | Medalla de oro     | Dos sin timonel ligero |
| Campeonato Europeo |                         |                    |                        |
| Año                | Lugar                   | Medalla            | Prueba                 |
| 2013               | Sevilla (España)        | Medalla de bronce  | Doble scull ligero     |